# Kleine Sluis
Kleine Sluis est un village de la commune néerlandaise de Hollands Kroon, dans la province de la Hollande-Septentrionale. Le 1er janvier 2007, le village comptait 7 290 habitants. Kleine Sluis est souvent considéré comme une partie du village principal d'Anna Paulowna.